# Abu Dabi
Abu Dabi (arabsko Abu Zabi) je glavno mesto Združenih arabskih emiratov in istoimenskega emirata. Leta 2009 je štel 896.700 prebivalcev. Je moderno mesto s poslovnimi stavbami in nakupovalnimi centri, ki je bilo zgrajeno po odkritju nafte leta 1958. Trdnjava Oasr-al-Husn iz 19. stoletja, velika mošeja, naftni muzej, univerza (1974) in mednarodno letališče so najpomembnejše zgradbe v mestu. Sama naselbina Abu Dabija je bila ustanovljena 1761, od 1763 pa je bila prestolnica vladajoče rodbine Al-Nahyan.